# Sárbogárd
Sárbogárd (en alemán: Bochart) es una ciudad del condado de Fejér, Hungría. Se encuentra en la intersección de importantes rutas ferroviarias húngaras: aquí se unen las líneas electrificadas de Balaton y Pécs con las líneas ferroviarias no electrificadas de Baja y Szekszárd. Una doble vía electrificada conecta Sárbogárd con Budapest, lo que permite a los trenes MÁV acceder rápidamente a la capital.

## Ciudades hermanadas
Sárbogárd está hermanada con:
- Bene, Ucrania
- Zetea, Rumanía

## Personas notables
- Zoltán Lengyel (1960–), político
- Géza Mészöly (1844-1887), pintor romántico
- Lajos Májer (1956-1998), futbolista
- Béla Jurcsek (1893-1945), político, ministro de Agricultura
- Gábor Varga (1968–), político
- Zsuzsanna Kossuth (1817-1854), luchadora por la libertad y enfermera

## Galería

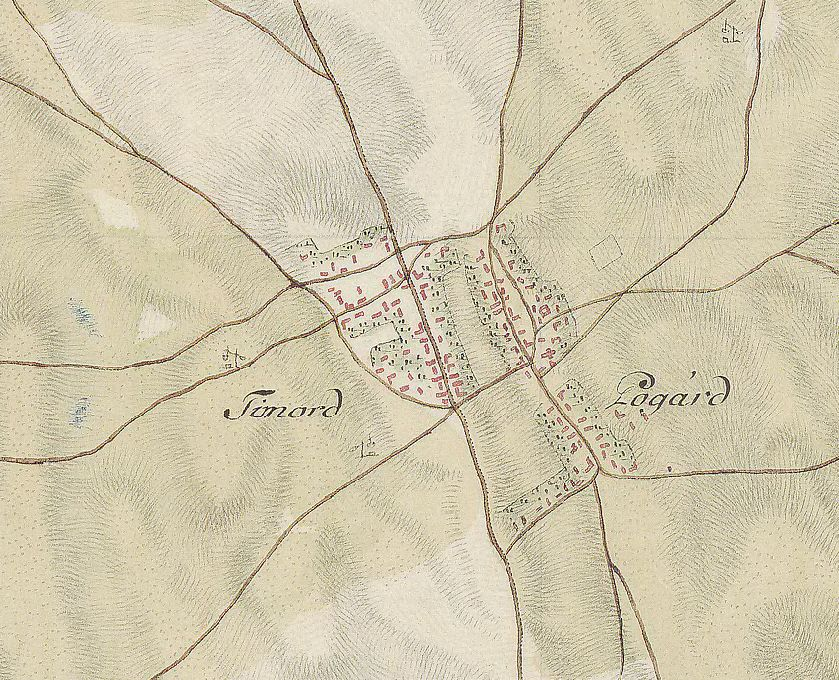
El mapa de Sárbogárd del Primer Estudio Cartográfico Militar del Imperio Austríaco
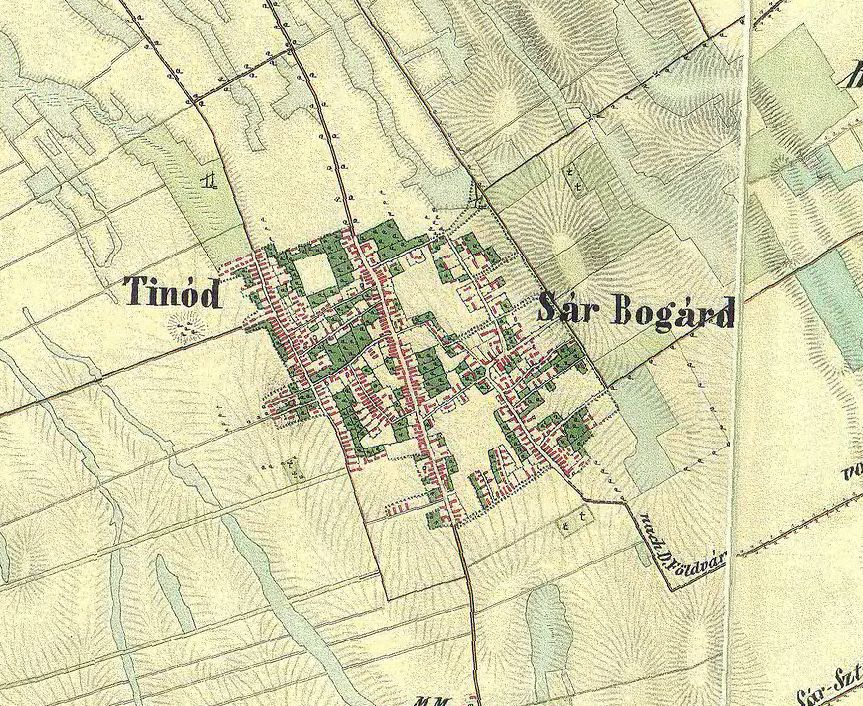
El mapa de Sárbogárd del Segundo Estudio Cartográfico Militar del Imperio Austríaco
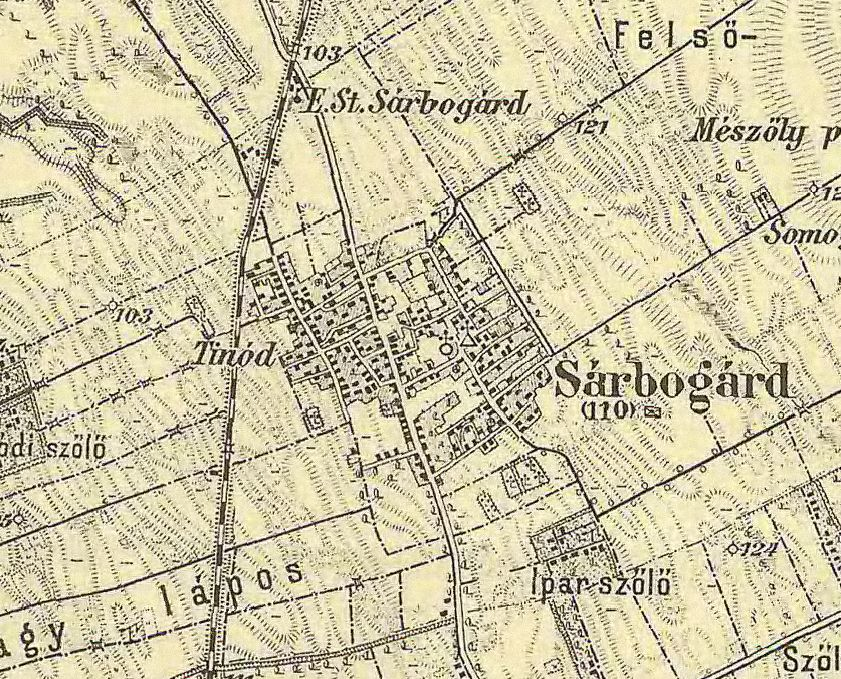
El mapa de Sárbogárd del 3.er Estudio cartográfico militar del Imperio austríaco